# Good Job
"Good Job" é uma canção da cantora, compositora e produtora americana Alicia Keys, lançada em 23 de abril de 2020, como quarto single de seu sétimo álbum de estúdio, Alicia (2020). Foi escrita por Keys, The-Dream, Swizz Beatz, Avery Chambliss e produzida por Keys.

## Composição
"Good Job" é dedicada aos profissionais que trabalham na linha de frente e que arriscam a vida atendendo pessoas com suspeita de Covid-19. A balada, marcada pelo piano e pela voz característicos da artista, foi escrita antes da pandemia, no ano passado, mas a mensagem cabe bem para os tempos atuais.
"Sempre foi uma música tão pessoal e comovente e toda vez que eu toco, quero chorar, porque estou pensando em minha mãe, pensando em minha avó, pensando em amigos meus que não conseguem sobreviver. Muitas vezes as pessoas não sentem que estão fazendo um bom trabalho. Elas se sentem debaixo d'água e como se nunca houvesse um dia melhor. Avanço rápido para agora, com onde estamos agora, e é quase como se a música tivesse sido escrita para isso e eu não sabia."
"Eu escrevi isso para todas as pessoas que trabalham tanto e nunca ouvem a palavra "bom trabalho". Eu acredito em nós, acredito na maneira como estamos nos mostrando a cada outro e ajudando. Se você está na linha de frente dos hospitais, equilibrando trabalho, aulas dentro de casa, entregando correspondências, pacotes ou alimentos ou enfrentando outras dificuldades pessoais por causa da Covid-19, eu reconheço. Você é visto, amado e profundamente apreciado”, escreveu a cantora, em comunicado à imprensa.

## Recepção Crítica
Jon Blinstein em avaliação para Rolling Stone disse que "é uma balada clássica de Keys que coloca seu piano e voz na frente e no centro, com alguns toques atmosféricos para uma boa medida, que homenageia herois desconhecidos e distribui uma mistura de motivação e gratidão". Tara Joshi do The Guardian disse que a faixa "traz a melancolia para perto" e elogiou dizendo que "Keys faz maravilhas com um vocal e piano simples".  Nusmila Lohani  do The Christian Science Monitor chamou de "hino pandêmico e completou dizendo que a "balada de gratidão elogia aqueles que estão na linha de frente por fazê-la sentir-se destemida".

## Performances
A primeira performance de Good Job ocorreu em 25 de Abril em uma live para o canal CNN, como tema de uma nova campanha da CNN Heroes em comemoração às pessoas comuns que surgiram como heróis durante a crise do Covid-19. 
Em 15 de Maio postou a performance em seu canal do Youtube/Vevo junto com a  fundação Robin Hood que estabeleceu uma parceria com as estações de televisão da região de Nova York e as estações de rádio locais de propriedade da iHeart Radio e da Entercom para televisionar o teleton "Rise Up New York" para apoiar os afetados pela Pandemia de Coronavírus.  O evento arrecadou mais de 110 milhões em apenas uma hora.
Good Job também foi performada no programa Good Morning America em um Mashup junto com Empire State of Mind em 17 de Setembro, na ocasião Alicia também performou Love Looks Better.

## Faixas e formatos
| Download Digital |            |         |  |
| N.º              | Título     | Duração |  |
| 1.               | "Good Job" | 3:50    |  |

## Desempenho nas tabelas musicais

### Posições
| Tabela musical (2020)                                 | Melhor posição |
| ----------------------------------------------------- | -------------- |
| Canadá (Hot Digital Canadian Songs Sales) (Billboard) | 42             |
| Estados Unidos (R&B Digital Songs Sales) (Billboard)  | 4              |

## Histórico de lançamento
| País  | Data                | Formato          | Gravadora       |
| ----- | ------------------- | ---------------- | --------------- |
| Mundo | 23 de Abril de 2020 | Download digital | Sony Music, RCA |
| Mundo | 23 de Abril de 2020 | Streaming        | Sony Music, RCA |